# Toutenant
Toutenant est une commune française située dans le département de Saône-et-Loire, en région Bourgogne-Franche-Comté.

## Géographie
Toutenant fait partie de la Bresse bourguignonne.

### Climat
Pour des articles plus généraux, voir Climat de la Bourgogne-Franche-Comté et Climat de Saône-et-Loire.
En 2010, le climat de la commune est de type climat océanique dégradé des plaines du Centre et du Nord, selon une étude du Centre national de la recherche scientifique s'appuyant sur une série de données couvrant la période 1971-2000. En 2020, Météo-France publie une typologie des climats de la France métropolitaine dans laquelle la commune est exposée à un climat semi-continental et est dans la région climatique Bourgogne, vallée de la Saône, caractérisée par un bon ensoleillement (1 900 h/an), un été chaud (18,5 °C), un air sec au printemps et en été et des vents faibles.
Pour la période 1971-2000, la température annuelle moyenne est de 10,9 °C, avec une amplitude thermique annuelle de 17,7 °C. Le cumul annuel moyen de précipitations est de 896 mm, avec 11,4 jours de précipitations en janvier et 7,6 jours en juillet. Pour la période 1991-2020, la température moyenne annuelle observée sur la station météorologique de Météo-France la plus proche, « Bragny sur Saône », sur la commune de Bragny-sur-Saône à 8 km à vol d'oiseau, est de 12,3 °C et le cumul annuel moyen de précipitations est de 845,9 mm. 
La température maximale relevée sur cette station est de 40,3 °C, atteinte le 24 juillet 2019 ; la température minimale est de −12,9 °C, atteinte le 5 février 2012,,.
Les paramètres climatiques de la commune ont été estimés pour le milieu du siècle (2041-2070) selon différents scénarios d'émission de gaz à effet de serre à partir des nouvelles projections climatiques de référence DRIAS-2020. Ils sont consultables sur un site dédié publié par Météo-France en novembre 2022.

## Urbanisme

### Typologie
Au 1er janvier 2024, Toutenant est catégorisée commune rurale à habitat dispersé, selon la nouvelle grille communale de densité à sept niveaux définie par l'Insee en 2022.
Elle est située hors unité urbaine. Par ailleurs la commune fait partie de l'aire d'attraction de Chalon-sur-Saône, dont elle est une commune de la couronne,. Cette aire, qui regroupe 109 communes, est catégorisée dans les aires de 50 000 à moins de 200 000 habitants,.

### Occupation des sols
L'occupation des sols de la commune, telle qu'elle ressort de la base de données européenne d’occupation biophysique des sols Corine Land Cover (CLC), est marquée par l'importance des territoires agricoles (55,4 % en 2018), une proportion sensiblement équivalente à celle de 1990 (55,6 %). La répartition détaillée en 2018 est la suivante : forêts (43,1 %), zones agricoles hétérogènes (22,3 %), terres arables (21,1 %), prairies (11,9 %), eaux continentales (1,5 %). L'évolution de l’occupation des sols de la commune et de ses infrastructures peut être observée sur les différentes représentations cartographiques du territoire : la carte de Cassini (XVIIIe siècle), la carte d'état-major (1820-1866) et les cartes ou photos aériennes de l'IGN pour la période actuelle (1950 à aujourd'hui).

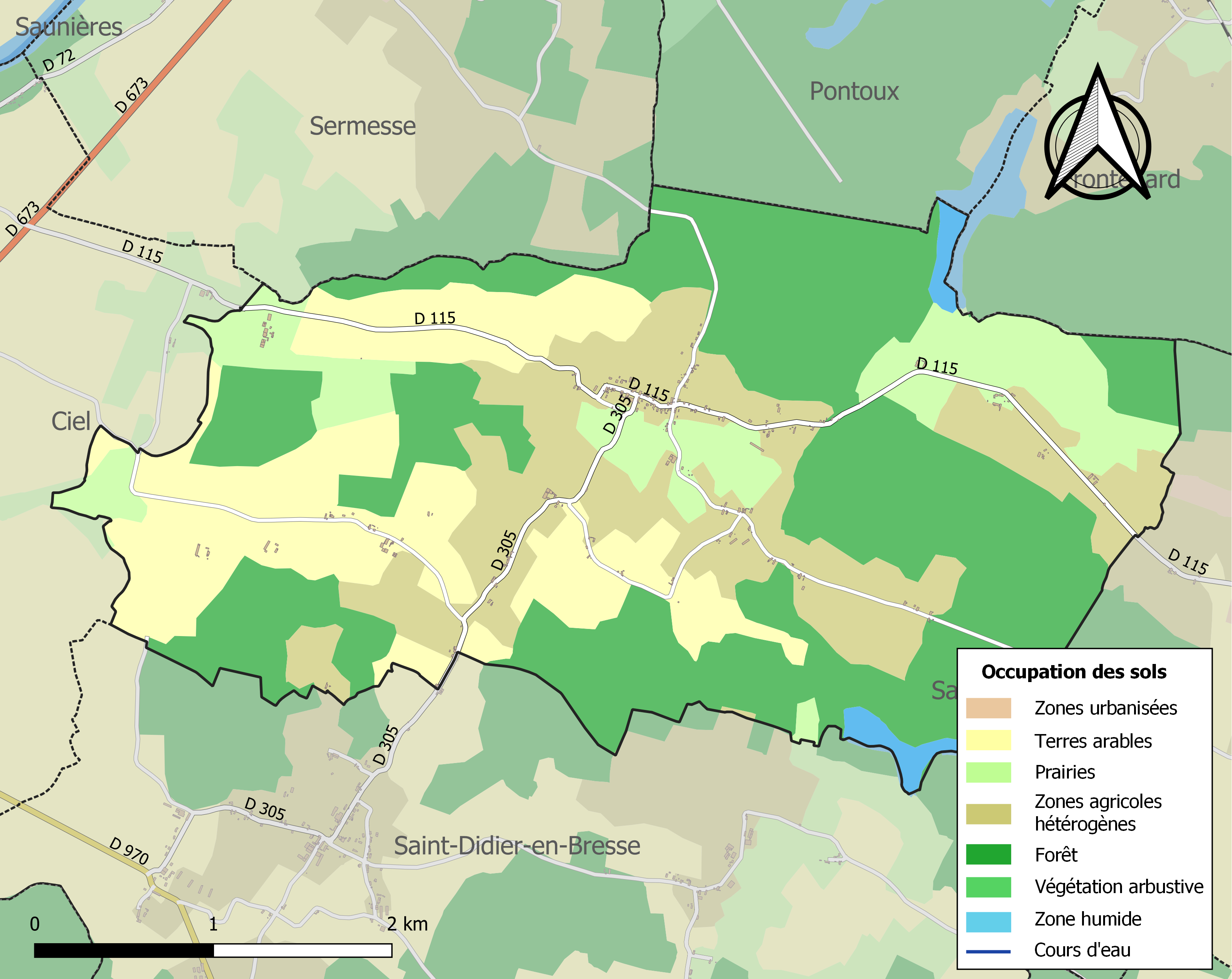
Carte des infrastructures et de l'occupation des sols de la commune en 2018 (CLC).

## Histoire
Toutenant était autrefois située sur la route du sel comtois.

## Politique et administration
| Période      | Période  | Identité         | Étiquette | Qualité |
| ------------ | -------- | ---------------- | --------- | ------- |
| mars 1989    | mai 2012 | Daniel Sachetat  |           |         |
| 29 juin 2012 | en cours | Alain Bolzonella |           |         |

## Démographie
L'évolution du nombre d'habitants est connue à travers les recensements de la population effectués dans la commune depuis 1793. Pour les communes de moins de 10 000 habitants, une enquête de recensement portant sur toute la population est réalisée tous les cinq ans, les populations de référence des années intermédiaires étant quant à elles estimées par interpolation ou extrapolation. Pour la commune, le premier recensement exhaustif entrant dans le cadre du nouveau dispositif a été réalisé en 2006.

En 2022, la commune comptait 173 habitants, en évolution de −8,95 % par rapport à 2016 (Saône-et-Loire : −1,06 %, France hors Mayotte : +2,11 %).
| 1793 | 1800 | 1806 | 1821 | 1831 | 1836 | 1841 | 1846 | 1851 |
| ---- | ---- | ---- | ---- | ---- | ---- | ---- | ---- | ---- |
| 290  | 312  | 305  | 301  | 474  | 513  | 518  | 331  | 775  |

| 1856 | 1861 | 1866 | 1872 | 1876 | 1881 | 1886 | 1891 | 1896 |
| ---- | ---- | ---- | ---- | ---- | ---- | ---- | ---- | ---- |
| 535  | 519  | 551  | 514  | 537  | 526  | 511  | 502  | 503  |

| 1901 | 1906 | 1911 | 1921 | 1926 | 1931 | 1936 | 1946 | 1954 |
| ---- | ---- | ---- | ---- | ---- | ---- | ---- | ---- | ---- |
| 467  | 462  | 474  | 414  | 383  | 382  | 351  | 323  | 253  |

| 1962 | 1968 | 1975 | 1982 | 1990 | 1999 | 2006 | 2011 | 2016 |
| ---- | ---- | ---- | ---- | ---- | ---- | ---- | ---- | ---- |
| 250  | 239  | 190  | 165  | 152  | 156  | 177  | 184  | 190  |

| 2021 | 2022 | - | - | - | - | - | - | - |
| ---- | ---- | - | - | - | - | - | - | - |
| 180  | 173  | - | - | - | - | - | - | - |

## Culture locale et patrimoine

### Lieux et monuments
- L'église de la Nativité-de-la-Vierge[17], en très bon état de conservation et qui renferme des vitraux de Pierre Bertrand de 1946[18]. Cet édifice consacré en 1872 est à la fois néo-roman et néogothique, style éclectique mis en vogue par Viollet-le-Duc et qui s'inspire du style architectural des XIIe et XIIIe siècles. L'église a été bâtie sur les plans de l'architecte chalonnais Narjoux (1836-1891), qui avait travaillé avec Viollet-le-Duc pendant de nombreuses années. Ses dimensions assez remarquables (longueur de 30 mètres, largeur de 9 mètres, hauteur de 28 mètres au sommet de la flèche) lui donnent une surface au sol de 270 m2, suffisante pour accueillir les deux tiers de la population d'alors (550 habitants)[19].

### Personnalités liées à la commune
- L'abbé Joseph Pont, ancien curé de Toutenant, dont le souvenir est rappelé par une plaque apposée à gauche de la nef de l'église. Bachelier en Sorbonne, il prêta serment à la constitution civile du clergé, mais se rétracta. Traduit devant le Tribunal révolutionnaire, il maintint son attachement à l'unité de l’Église. Condamné à mort, il monta sur l'échafaud et mourut le 31 mai 1794 à l'âge de 50 ans. Il avait fait édifier, en 1780, à proximité, le presbytère.

## Pour approfondir